# Katori
Katori è una città giapponese della prefettura di Chiba.